# Suza, Perzija
Suza (perzijsko Šuš, hebrejsko שׁוּשָׁן, Šušān, grško starogrško Σοῦσα, Susa, sirsko  ܫܘܫ‎, Šuš, staroperzijsko 𐏂𐏁, Çūšā) je bila staroveško mesto v spodnjem gorovju Zagros, Iran, med rekama Kerhe in Dez približno 250 km vzhodno od Tigrisa. Bila je eno od najpomembnejših mest na staroveškem Bližnjem vzhodu, prestolnica Elama in Ahemenidskega cesarstva in strateško pomembno mesto v partskem in sasanidskem obdobju.
Na mestu antične Suze stoji sodobno iransko mesto Šuš. Od antične Suze so ostale tri arheološke gomile s površino okoli 1 km2.
Suza/Šuš je kot Šušan omenjena v Esterini knjigi in drugih svetopisemskih besedilih.

## Ime
V elamščini se je ime mesta pisalo na več načinov: Ŝuŝan, Ŝuŝun itd. Ime izhaja iz imena lokalne boginje Inšušinak.

## Zgodovina arheoloških raziskav
Najdišče sta leta 1836 pregledala Henry Rawlinson in nato A. H. Layard.
Leta 1851 je nekaj manjših izkopavanj opravil William Loftus, ki je mesto prepoznal kot Suzo.
Leta 1885 in 1886 sta Marcel-Auguste Dieulafoy in Jane Dieulafoy začela prva francoska izkopavanja. Skoraj vsa izkopavanja v Suzi po letu 1885 je organizirala in odobrila francoska vlada.
Obsežna izkopavanja je od 1897 do 1911 vodil Jacques de Morgan in številne umetniške in zgodovinske artefakte poslal v Francijo. Ti artefakti so v poznih 1890. in zgodnjih 1900. letih napolnili številne dvorane v muzeju Louvre. Izkopavanja so se pod Rolandom De Mecquenemom nadaljevala do začetka prve svetovne vojne leta 1914. Po vojni so se nadaljevala do začetka druge svetovne vojne leta 1940.
Po vojni sta izkopavanja od leta 1946 do 1967 vodila Roman Ghirshman in njegova žena Tania Ghirshman. Osredotočila sta se predvsem na območje kraljeve vile, ki sta ga raziskala po celi globini. Lončenina, ki sta jo našla v različnih slojih, je omogočila stratifikacijo razvoja mesta.
V 1970. letih je raziskave vodil Jean Perrot.

## Zgodovina

### Zgodnje naselje
Suza spada med najstarejša znana naselja v regiji. Datiranja z ogljikom C14 je pokazalo, da je bila naseljena že leta 4395 pr. n. št. Že takrat je bila dokaj velika in merila približno 15 hektarjev. 
Ustanovitev Suze sovpada z opuščanjem bližnjih vasi. Potts domneva, da je bilo naselje morda ustanovljeno zato, da bi nadomestilo uničeno naselje Čoga Miš, približno enako veliko kot Suza.
Drugo pomembno naselje na tem območju je bilo Čoga Bonut, ki so ga odkrili leta 1976.

### Obdobje Suza I
Prebivalci Suze so kmalu po prvi naselitvi pred več kot 6000 leti zgradili monumentalno ploščad, ki se je dvigala nad ravno okoliško pokrajino.
Iz tega obdobja so se ohranile umetniško izdelane keramične posode, ki so služile za daritve in kot grobni pridatki v tisoč ali več grobovih pri dnu tempeljske ploščadi.
Najstarejše naselje je znano kot Suza I (okoli 4200-3900 pr. n. št.). Dve naselji so arheologi poimenovali Akropola (7 ha) in  Apadana (6,3 ha), ki sta se kasnjeje zlili v Suzo (18 ha). Apadana je imela 6 m debelo obzidje iz zbite zemlje.
Večina od skoraj 2000 posod v slogi Suza I, najdenih v grobovih, je zdaj v Louvreu. 
Najdena posoda zgovorno priča o umetniških in tehničnih dosežkih njihovih ustvarjalcev in organizaciji družbe, ki jih je naročila. Poslikana keramična posoda iz najzgodnejšega obdobja je regionalna različica mezopotamske ubaidske keramične tradicije, ki se je v 5. tisočletju pr. n. št. razširila po Bližnjem vzhodu, na katero je vplivalo tudi izročilo iz gora zahodnega Irana. V grobovih so najbolj zastopane so tri vrste posode: čaše in kelihi, krožniki in majhni lonci za pripravo vseh vrst hrane, potrebni v posmrtnem življenju. Druga vrsta posodja, bolj grobo izdelana in bolj skromno poslikana, je bila verjetno namenjena preprostim meščanom, mladostnikom in morda otrokom. Posoda je zdelana skrbno in ročno, morda na počasnem lončarskem vretenu. Asimeričnost posod in nepravilnost poslikav kažeta, da je bila večina dela opravljena prostoročno.
V tem obdobju je že dokazana metalurgija bakra, kar dokazujejo bakreni izdelki iz nekaj visokogorskih iranskih mest, kot je bil Tepe Sialk.

### Suza II in vpliv Uruka
V uruškem obdobju je Suza prišla v uruško kulturno sfero. Prevzela je celoten uruški državni aparat, prapisavo, valjaste pečate s sumerskimi motivi in arhitekturo. Nekateri poznavalci menijo, da je bila morda kolonija Uruka.
D.T. Potts temu ugovarja in trdi, da je bil v začetnem obdobju bolj pomemben vpliv gorskega Huzestana, ki se je ohranil tudi kasneje. Suza je bila torej pod vplivom dveh kultur. Uruškega pisnega in številčnega sistema ni prevzela v celoti, ampak delno in selektivno in ga je prilagodila svojim potrebam. Četudi je bil Uruk takrat večji od Suze, ni bila njegova kolonija in je dolgo obdržala nekaj neodvisnosti. Arhitekturne povezave med Suzo, Tal-i Maljanom in Godin Tepejem v tistem času podpirajo idejo o vzporednem razvoju praklinopisa in praelamske pisave.
Nekateri znanstveniki so prepričani, da je bila Suza del večje uruške kulture in v celoti prevzela uruški način življenja. Kultura v Suzi je bila pravzaprav lokalna različica obširne mezopotamske kulture, zato vpliv Uruka ne dokazuje njegove dominacije.

### Obdobje Suza III
Obdobje Suza III (3100–2700 pr. n. št.) je znano tudi kot praelamsko obdobje.  V tem obdobju je prevladovala baneška lončenina. Pojavile so se prve glinaste tablice in Suza je postala središče elamske civilizacije.
Dvoumna omemba Elama (klinopisno 𒉏 NIM) se je pojavija tudi v sumerskih zapisih. 
Leta 2700 pr. n. št. je dokumentirana bitka med Kišem in Suzo.
- Praelamski valjasti pečatnik iz obdobja 3150–2800 pr. n. št. (Suza III); Luuvre, Sb 1484
- Praelamski valjasti pečatnik iz obdobja 3150–2800 pr. n. št. (Suza III); Luuvre, Sb 2675
- Praelamski valjasti pečatnik iz obdobja 3150–2800 pr. n. št. (Suza III) z mitološkim bitjem na čolnu; Luuvre, Sb 6379
- Praelamski valjasti pečatnik iz obdobja 3150–2800 pr. n. št. (Suza III); Luuvre, Sb 6166

### Elamiti
V sumerskm obdobju je bila Suza glavno mesto države Suziana (Šušan) s središčem ob reki Karun, ki se je skoraj povsem ujemala s sedanjo iransko provinco Huzestan. Na oblasti so se menjavali med Elamiti, Sumerci in Akadci. Nekateri avtorji jo istovetijo z Elamom, vendar je bila samostojna kulturna in politična entiteta.
Pod elamskimi vladarji se je v Suzo pogosto prinašal bogat plen s pohodov proti drugim mestom. Vzrok za takšno postopanje je bila predvsem njena majhna oddaljenost of Babilona in drugih mezopotamskih mest. 
Raba elamščine kot uradnega jezika državne uprave je prvič dokazana v besedilih iz Ansana (Tel-e Mal-jan) iz obdobja okoli leta 1000 pr. n. št. Pred tem se je večina dokumentov pisala v akadščini. Suzijano je okoli leta 2330 pr. n. št. Sargon Veliki vključil v svoje Akadsko cesarstvo.
Glavna mestna boginja je bila Nanaja, ki je imela v Suzi velik tempelj.

#### Kutik-Inšušinak
Suza je bila glavno mesto akadske province do okoli 2100 pr. n. št., ko se je njen guverner Kutik-Inšušinak uprl in ustanovil neodvisno državo in literarno središče. Na seznamu knaljev Suze je omenjen kot zadnji vladar iz Avanske dinastije. Združil je sosednja ozemlja in postal kralj Elama. Uvedel je elamsko linearno pisavo, ki še ni razvozlana. 
Suzo je kasneje osvojila novoasirska Tretja urska dinastija in jo obdržala, dokler ni okoli leta 2004 pr. n. št. med vladanjem Kindatuja razpadla pod pritiskom Elamitov. Suza je postala elamska prestolnica Epartidske dinastije.

#### Srednje elamsko obdobje
Z vzponom Anšanske dinastije se je okoli leta 1500 pr. n. št. začelo srednje elamsko obdobje. Za to obdobje jr značilna elamizacija Suze. Kralji so privzeli naslov "kralj Anšana in Suze". Akadščino, ki se je še vedno pogosto uporabljala na napisih, so kralji, na primer iz Igihalkidske dinastije okoli 1400 pr. n. št., poskušali zamenjati z elamščino. Pomen elamske kulture in jezika je v Suzijani začel naraščati.
V nekem obdobju so Suzijani poskušali vsiliti elamski panteon. Ta politika je dosegla vrh z gradnjo političnega in verskega kompleksa Čoga Zambil 30 km jugovzhodno od Suze. 
Okoli leta 1175 pr. n. št. so Elamiti pod Šutruk-Nahuntejem zaplenili izvirno stelo s Hamurabijevim zakonikom in jo pripeljali v Suzo. Stelo so arheologi odkrili leta 1901. Okoli leta 1125 pr n. št. je Suzo izropal Nebukadnezar I., vladar Babilonskega cesarstva.

### Novoasirci
Leta 647 pr. n. št. je novoasirski kralj Asurbanipal do tal porušil Suzo, ker se je med zadnjo vojno vojskovala na nasprotni strani. Tablica, odkrita leta 1854 v Ninivah, priča, da se je Asurbanipal maščeval za ponižanja, ki so jih Elamiti več stoletij prizadevali Mezopotamcem:
Suza, veliko sveto mesto, bivališče njihovih bogov, sedež njihovih skrivnostnih obredov, je osvojena. Vstopil sem v njene palače, odprl njene zakladnice s srebrom in zlatom, dobrinami in ogromnim bogastvom... Porušil sem zigurat v Suzi. Zdrobil sem njene bleščeče bakrene roge. Do tal sem porušil elamska svetišča; njihove bogovi in boginje so se razkropili v vetru. Grobnice njihovih davnih in nedavnih kraljev so opustošene. Njihove kosti sem odnesel proti Ašurju. Opustošil sem Elam in njihovo zemljo posejal s soljo.
Asirska oblast v Susi se je začela leta 647 pr. n. št. in trajala do leta 617 pr. n. št., ko so Suzo osvojili Medijci.

### Suza pod Ahemenidi
Suzo je leta 540-539 pr. n. št. je med osvajanjem Suzijane (Elama) zasedel Kir Veliki. Postala je del perzijskega Ahemenidskega cesarstva in doživela velike politične in etnično-kulturne spremembe. Nabonidova kronika omenja, da je Nabonid pred bitko/bitkami ukazal, da se vsi kultni kipi iz odročnih babilonskih mest pripeljejo v prestolnico, kar kaže, da se je napad na Suzo začel morda pozimi 540 pr. n. št.
Kir se je verjetno poskušal izogniti konfrontaciji in je s pogajanji z babilonskimi generali poskušal doseči kompromis.    Nabonid je še nekaj ostal v Suzi in nato pobegnil v Babilon. Kir je za Suzo osvojil celo Babilonijo. Suza je prvič v zgodovini prišla pod perzijsko oblast. 
Pod Kirovim sinom Kambizom II. je Suza postala ena od štirih prestolnic perzijskega Ahemenidskega cesarstva in kot taka središče politične moči. Po kratki Kambizovi vladavini je Darej Veliki začel izvajati obsežen program gradenj v Suzi in Perzepolisu, vključno s svojo palačo. O tem govori naslednji napis:
Za palačo, ki sem jo zgradil v Suzi, sem okrasje pripeljal od daleč. Zemlja se je izkopala do žive skale. Ko je bilo kopanje končano, se je [v jamo] nasulo 40  kubitov grušča in nato še 20 kubitov. Na ta grušč se je zgradila palača.
Suza je bila zimska prestolnica ahemenidskih kraljev Dareja Velikega, Kserka I. in njunih naslednikov.
V Suzo je bila postavljena atenska tragedija Perzijsci starogrškega dramatika Ajshila, napisana leta 472 pr. n. št., ki je najstarejša ohranjena predstava v zgodovini gledališča. 
Za dogodke, opisanje v Esterini knjigi, se domneva, da so se zgodili v ahemenidskem obdobju.

### Selevkidsko obdobje
Po invaziji Aleksandra Velikega leta 324 pr. n. št. je Suza izgubila večino svojega pomena. Leta 324 pr. n. št. je v mesto prišel makedonski vojskovodja Nearh, ki je raziskoval Perzijski zaliv in se je z ladjo vračal iz Indije. Tega leta se je v Suzi zgodila množična poroka Makedoncev in Perzijcev.
Suza je pod selevkidsko oblastjo ostala približno sto let po Aleksandru. Izgubila je položaj cesarske prestolnice in ga prepustila Selevkiji in postala glavno mesto satrapije Suzijana. Kljub temu obdržala gospodarski pomen, ker so preko nje potekale trgovske poti. Za svoje pristanišče je uporabljala Haraks Spazinu.
Selevk I. Nikator je koval velike količine denarja. V Suzi je obilje grških napisov, kar morda kaže, da je v njej živelo veliko Grkov.

### Partsko obdobje
Okoli leta 147 pr. n. št. sta se Suza in sosednji Elam odcepila od Selevkidskega cesarstva. V mestu so vsaj nekaj časa vladali elamski vladarji. Kamnaskir II. Nikifor je v mestu nekaj časa koval svoj denar. Suza se je za nekaj časa morda vrnila pod selevkidsko oblast, od Fraata II. (okoli 138-127 pr. n. št.) do Gotarza II.  (okoli 40–51 n. št.) pa so skoraj vsi vladarji Partskega cesarstva v mestu kovali svoj denar. To kaže, da je bila Suza v tem obdobju trdno v partskih rokah. Mesto je bilo kljub temu dokaj neodvisno in je v partskem obdobju še dolgo časa obdržalo organizacijo grške mestne države. Od druge polovice 1. stoletja pr. n. št. se ji verjetno nekaj časa vladali elamski vladarji, leta 215 pr. n. št. pa je ponovno prišla pod partsko oblast.
Suza je bila pogosto zatočišče partskih in kasneje perzijskih sasanidskih kraljev, ko so Rimljani od leta 116 do 297 petkrat oplenili Ktezifon. Cesar Trajan je med partsko kampanjo leta 116 za nekaj časa zasedel Suzo. Kasneje niso Rimljani nikoli več prodrli tako daleč proti vzhodu.

### Sasanidsko obdobje
Leta 224 n. št. je Suzo osvojil in opustošil Sasanid Ardašir I., vendar jo je takoj zatem obnovil in jo nekaj časa morda imel za svojo rezidenco. Izročilo pravi, da je v Suzi nekaj let živel Šapur I., vendar bi to lahko bil tudi  Šapur II.
Pod Sasanidi je po ustanovitvi Gundešapurja Suza počasi izgubljala svoj pomen. Sasanidska Suza je bila z arheološkega stališča manj bogata kot partska. Še vedno je imela veliko pomembnih zgradb in površino več kot 400 hektarjev. Še vedno je bila pomembno gospodarsko in trgovsko središče, predvsem za trgovanje z zlatom. Še vedno je imela tudi kovnico denarja. V ločenem delu mesta je živela krščanska skupnost z nestorijanskim škofom. Zadnji škof je dokazan leta 1265. Arheologi so v Suzi odkrili mavčno ploščo s podobo krščanskega svetnika.
Med vladanjem Šapurja II. in potem, ko je leta 312 krščanstno postalo državna religija Rimskega cesarstva, so v Sasanidskem cesarstvu tam živeče kristjane prepoznali kot mogoče rimske kolaborante in jih po letu 339 preganjali. Šapur je med vojnami z Rimskim cesarstvom kristjanom naložil dvojne davke. Po uporu v Suzi živečih kristjanov je leta 339 s tristo sloni uničil mesto. Kasneje ga je obnovil in po zmagi nad Rimljani leta 359 vanj naselil vojne ujetnike in tkalce, ki so začeli proizvajati svileni brokat. Suzo je preimenovl v Eran-Huara-Šapur (Iranska slava [ki jo je zgradil] Šapur).

### Islamsko obdobje
Med muslimanskim osvajanjem Perzije je arabska vojska pod poveljstvom Abu Musa al-Ašarija napadla Huzestan. Osvojila je večino manjših utrjenih mest in leta 642 zasedla Tustar in nato začela oblegati strateško pomembno Suzo, v kateri je bil tudi grob judovskega preroka Danijela.
Padec Suze je v muslimanskih virih opisan v dveh različicah. Po prvi so partski svečeniki razglašali z mestnega obzidja, da je samo dajjalu usojeno osvojiti mesto. Dajjal je muslinanski naziv lažnega preroka Al-Masiha ad-Dajjala, ki je v krščanskih virih primerljiv z antikristom. V vsakdanji rabi lahko pomeni tudi sleparja ali nastopača. Za perzijskega generala, ki je dezertiral na islamsko stran in se spreobrnil v islam, so rekli, da je obrnil hrbet zoroastrstvu in bil zato dajjal. Na Sijahov predlog se je ponoči sam ulegel pred glavna mestna vrata Suze, oblečen v okrvavljeno uniformo perzijskeg častnika. Straža na obzidju je domnevala, da je pozabljena žrtev bitke prejšnjega dne. Ko so stražarji odprli mestna vrata, jih je Sihah pobil. Manjša skupina arabskih vojakov je vdrla skozi odpra vrata in omogočila glavnini muslimanske veojske, da je odvojila mesto.
Druga zgodba pravi, da so branilci zasmehovali oblegovalce, češ da mesto lahko osvoji samo Al-Masih ad-Dajjal. Ker v muslimanski vojski ni nobenega Al-Masiha ad-Dajjala, lahko napadalci kar odidejo domov. Eden od arabskih poveljnikov, jezen in prizadet zaradi posmehovanja, je odšel do mestnih vrat in brcnil vanje. Veriga na ključavnici vrat je počila in vrata so se odprla. Muslimani so po osvojitvi mesta pobili vse perzijske plemiče.
Ker prerok Danijel (arabsko دانيال, Danjal) ni omenjen v Koranu in se v judovstvu ne omenja kot prerok, so muslimani uničili njegov kult z zasegom vseh zakladov iz njegove grobnice, ki so bili v njej shanjeni že od obdobja Ahemenidov. Zatem so odprli srebrno krsto in z mumificiranega trupla sneli pečatni prstan s podobo moža med dvema levoma. Ko je za dogodke izvedel kalif Omar, je ukazal, da se prstan vrne in truplo pokoplje v rečno strugo. Danijel je v islamu sčasoma postal kultna osebnost. Na njegov grob so začeli romati tudi kristjani, čeprav je bilo za mesto njegovega pokopa razglašenih tudi več drugih mest.
Muslimani so se po zasedbi Suze odpravili oblegat Gundešapur.
Suza se je kmalu po zasedbi opomogla in ostala regionalno središče. Njena površina je merila več kot 400 hektarjev. V mestu je bila zgrajena mošeja, dokazana pa sta tudi nestorijanski škof in judovska skupnost s svojo sinagogo. Mesto je ostalo središče proizvodnje luksuznih tkanin. Z arheološkega stališča je za islamsko obdobje značilna predvsem bogata keramika. Vzhodna sirska cerkvena provinca Bet Huzaje je imela v 1. tisočletju veliko vernikov. Od 5. do 13. stoletja je bila škofija metropolije Bet Huzaje (Elam). 
Leta 1218 so mesto opustošili Mongoli in ni nikoli več doseglo svojega nekdanjega pomena. Mesto je še bolj opustelo v 15. stoletju, ko se je njeno prebivalstvo preselilo v Dezful.

### Sodobna Suza
Starodavno središče Suze ni naseljeno. Zahodno in severno od zgodovinskih razvalin stoki sodobni Šuš, ki je upravno središče okrožja Šuš v iranski provinci Huzestan. Leta 2005 je imel Šuš  64.960 prebivalcev. Šuš je istoveten s Šušanom, omenjenim v Esterini knjigi in drugih svetopisemskih knjigah.

## Svetovna dediščina
Suza je bila leta 2015 vpisana na Unescov Seznam svetovne dediščine.

## Galerija
- Pismo partskega kralja Artabana III. prebivalcem Suze (1. stoletje pr. n. št.), pisano v grščini; Suza je obdržalo grška ustanove iz obdobja Selevkidskega cesarstva;  Muzej Louvre
- Skleda iz glazirane gline, okrašena s cvetnimi listi vrtnice, 8.-9.stoletje
- Antropoid sarkofag
- Lev na okrasni plošči iz palače Dareja I. Velikega v Suzi
- Marmorna glava selevkidskega kralja  Antioha III., pokopanega v bližini Suze okoli leta 242 pr. n. št.[56]
- Glazirana glinasta vaza s palmami, 8.-9. stoletje
- Krilata sfinga iz palače Dareja Velikega v Suzi
- Danijelova grobnica
- Ninhursag z duhom gozdov ob kozmičnem drevesu življenja s sedmimi konicami; relief iz Suze
- Danijelova grobnica v Suzi, gravura iz 19. stoletja v knjigi Potovanje po sodobni Perziji avtorjev Flandina in Coste
- Friz lokostrelcev z Darejeve palače v Suzi, detajl; Muzej Louvre
- Rebričasta ovratnica z levjima glavama; umetnina iz ahemenidskega obdobja
- Šuški grad leta 2011
- Otroci v Suzi
- Herma s Hermesovo glavo iz vodnjaka glavnega trdnjavskega stolpa v Suzi

### Poročila arheoloških izkopavanj
- Pierre Amiet. Glyptique susienne des origines à l'époque des Perses achéménides: cachets, sceaux-cylindres et empreintes antiques découverts à Suse de 1913 à 1967. Mémoires de la Délégation archéologique en Iran, Pariz 1972.
- Roman Ghirshman. "Cinq campagnes de fouilles a Suse (1946–1951)". Revue d'Assyriologie et d'archéologie Orientale 46 (1952): 1–18.
- Florence Malbran-Labat. Les inscriptions royales de Suse: briques de l'époque paléo-élamite à l 'empire néo-élamite. Pariz 1995.
- Laurianne Martinez-Sève. Les figurines de Suse. Réunion des Musées Nationaux. Pariz 2002. ISBN 2-7118-4324-6.
- Jacques de Morgan, G. Jéquier, G. Lampre. Fouilles à Suse, 1897–1898 et 1898–1899. Pariz 1900.
- Georges Le Rider. Suse sous les Séleucides et les Parthes: les trouvailles monétaires et l'histoire de la ville, Mémoires de la Délégation Archéologique en Iran. Pariz 1965.
- Vincent Scheil. Inscriptions of Achéménides à Suse. Actes juridiques susiens, Mémoires de la Mission Archéologique de Perse, Vol. 21–24. Pariz 1929–1933.
- Agnes Spycket. Les figurines de Suse. Pariz 1992.
- Marie-Joseph Steve, Hermann Gasche. L'Acropole de Suse. Nouvelles fouilles (rapport préliminaire), Mémoires de la Mission Archéologique de Perse vol. 46. Leiden 1971.